# Komarowo
Komarowo (niem. Karlshof) – wieś sołecka w Polsce położona w województwie zachodniopomorskim, w powiecie goleniowskim, w gminie Goleniów.
W latach 1975–1998 miejscowość należała administracyjnie do województwa szczecińskiego. W roku 2009 miejscowość liczyła 616 mieszkańców.

## Geografia
Wieś leży ok. 6 km na południowy zachód od Goleniowa, na skraju Doliny Dolnej Odry i Równiny Goleniowskiej porośniętej Puszczą Goleniowską, ok. 3 km na południe od rzeki Iny, ok. 4 km na zachód od drogi ekspresowej S3.

## Historia
Komarowo powstało na planie owalnicy. Pierwsza wzmianka o wsi pochodzi z 1777 r. Założycielem wsi był Karl Otto von Blankenburg i magistrat Goleniowa. Została ona nazwana Carlshof - od imienia jej założyciela. W zachodniej części wsi powstał folwark z pałacem, resztę tworzyły domy chłopskie. Pierwsi koloniści sprowadzeni zostali z głębi Niemiec i Niderlandów. Od 1905 r. Komarowo było w posiadaniu rodziny von Petersdorf, a od 1928 r. Pomorskiego Towarzystwa Ziemskiego (Pommersche Landgeselschaft). We wsi znajdował się kościół, folwark, świetlica i wiatrak. Po 1945 r. folwark przejęty został przez Państwowe Gospodarstwo Rolne, a wieś zasiedlona przez robotników rolnych gospodarstwa rolnego i indywidualnych gospodarzy, następnie połączono ją z miejscowością Kłosowice. Po wojnie miejscowość była siedzibą gminy Lubczyna.

## Zabytki i atrakcje turystyczne

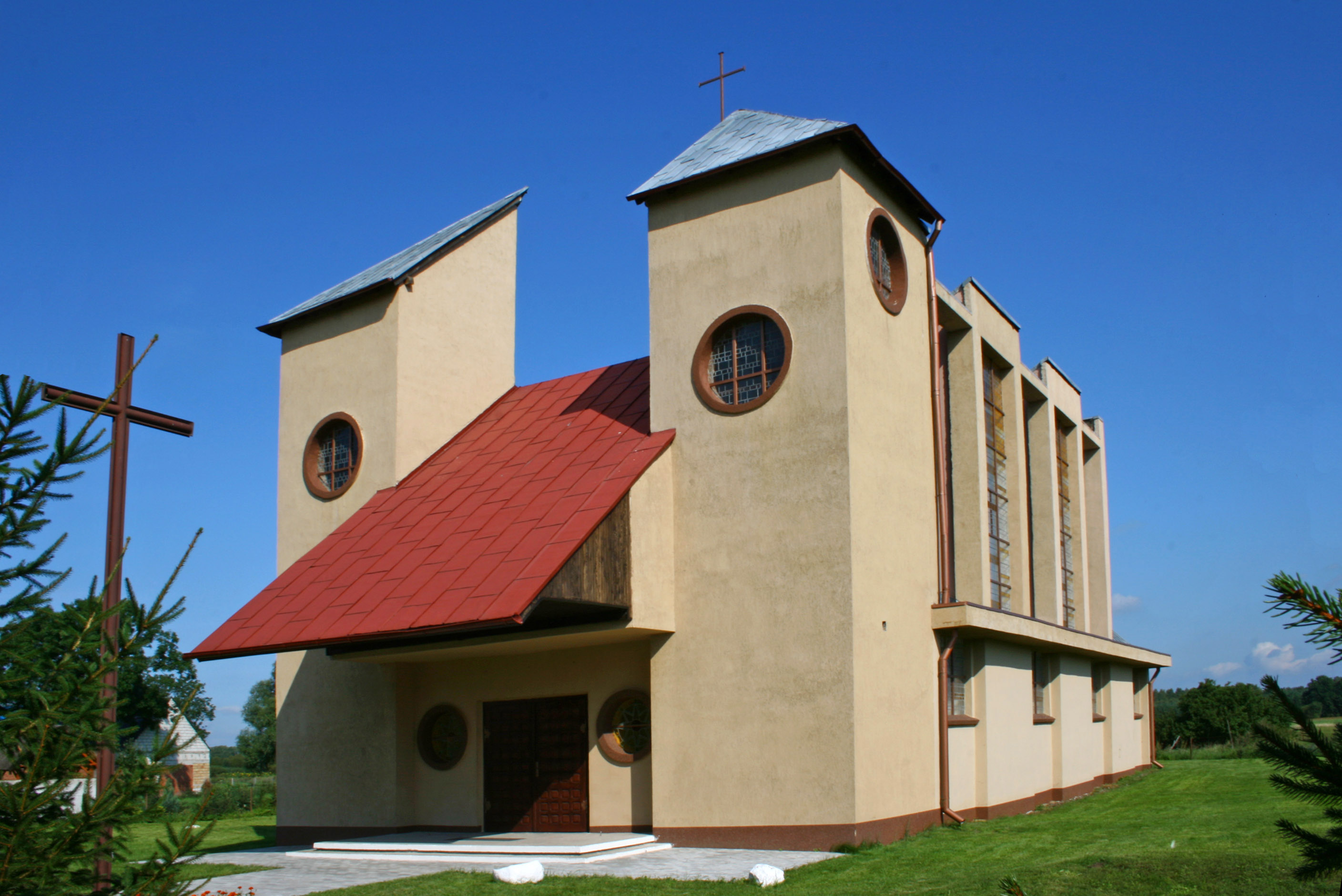
Kościół pw. Przemienienia Pańskiego

Kościół filialny pw. Przemienienia Pańskiego, rzymskokatolicki należący do parafii pw. św. Piotra i św Pawła w Borzysławcu, dekanatu Goleniów, archidiecezji szczecińsko-kamieńskiej, metropolii szczecińsko-kamieńskiej.
Elementy zespołu folwarcznego (pałac) z poł. XIX wieku.
Nowym elementem są dwa popegeerowskie osiedla bloków mieszkalnych. Obecna zabudowa wsi w głównej mierze pochodzi z XIX w. i początków XX w., natomiast w założeniu byłego gospodarstwa rolnego prawie wszystkie budynki gospodarcze i mieszkalne są wybudowane po 1945 r. lub całkowicie przebudowane.

## Oświata
W Komarowie znajduje się Szkoła Podstawowa im. Joanny Kulmowej.

## Gospodarka
We wsi jest również drukarnia, kilka niewielkich zakładów usługowych i przemysłowych.

## Sport
B-klasowy klub sportowy we wsi to "Komarex" Komarowo.